# Маркіна Валентина Олексіївна
Валентина Олексіївна Маркіна (24 грудня 1910, Теплівка — 24 липня 1990, Київ) — український історик-медієвіст, дослідник історії Правобережної України 16—18 століть, доктор історичних наук (з 1963 року), професор (з 1964 року).

## Життєпис
Народилася 24 грудня 1910 року в селі Теплівці (нині Пирятинського району Полтавської області) в сім'ї вчителя О. Гетьман-Кравченка, репресованого, а потім страченого у 1943 році.
У 1929 році, після закінчення Прилуцького педагогічного технікуму вчителювала на Полтавщині, а з 1930 року викладала історію в 7-річній школі № 35 міста Києва. Упродовж 1932–1937 років поєднувала роботу вчителя історії стародавнього світу та середніх віків у школі № 458 міста Москви з навчанням на історичному факультеті Московського педагогічного інституту. Після його закінчення у 1937–1945 роках читала курс історії середніх віків в Удмуртському педагогічному інституті у місті Іжевську.
У 1944–1945 роках навчалась в заочній аспірантурі при кафедрі історії середніх віків Московського університету. У 1947 році успішно захистила кандидатську дисертацію на тему: «Французьке село Шампані за наказами у Генеральні штати 1789 р.» під керівництвом відомого медієвіста С. Сказкіна.
З 1945 року наукове та педагогічне життя Валентини Олексіївни було пов'язане Київським університетом, в якому вона пройшла шлях від старшого викладача до професора, завідувача кафедри історії Стародавнього світу та середніх віків (1969–1984 роки).
З 1953 року досліджувала аграрну історію Правобережної України 17—18 століть, працювала в архівах Києва, Львова, Ленінграда, Варшави, Кракова, збираючи багатий джерельний матеріал. 1961 року опублікувала монографію «Магнатское поместье Правобережной Украины второй половины XVIII века (социально-экономическое развитие)», яку захистила 1962 року як докторську дисертацію в Інституті історії АН СРСР у Москві. Уперше ввела в обіг виключно важливі документи особистих архівів князів Чарторийських, князів Сангушків (обидва архіви в Кракові), Жевуських, Вороничів (обидва архіви у Львові). Серед них унікальна (за кількістю і змістом) колекція суплік (скарг) селян, ремісників, орендаторів з володінь князів Чарторийських. На основі вивчення цих матеріалів, а також інвентарів та інших документів, уперше виявлених в архівах Польщі та України, 1971 року опублікувала монографію «Крестьяне Правобережной Украины: конец XVII — 60-е годы XVIII века». Фундаментальні і новаторські праці вчеої стали відомі вітчизняним і зарубіжним історикам.
З 1960 року брала активну участь у симпозіумах з аграрної історії країн Східної Європи. Автор статей, присвячених не лише проблемам аграрної історії, а й соціальній психології селян України кінця 17 — 60-х років 18 століття.
Була співавтором та членом редколегії багатотомної «Історії Української РСР», членом редколегії по виданню документальної серії з історії селянського руху в Україні, довідкових видань з історії України.
Професор Маркіна була блискучим лектором. Читала нормативні і спеціальні курси з історії середніх віків та історії західноєвропейської культури. Задовго до використання ідей цивілізаційного підходу до вивчення історичного процесу надавала визначального значення духовному чинникові в розвитку суспільства.
Нагороджена орденом Трудового Червоного Прапора, Почесною грамотою Президії ВР УРСР.
Померла 24 липня 1990 в Києві. Похована на Байковому цвинтарі.

## Праці
- Магнатское поместье Правобережной Украины второй половины XVIII века (социально-экономическое развитие). Київ, 1961;
- Крестьяне Правобережной Украины: конец XVII — 60-е годы XVIII ст. Київ, 1971;
- К вопросу о применении наемного труда в крестьянском и помещичьем хозяйстве Правобережной Украины во второй половине XVIII—XIX ст. В книзі: Возникновение капитализма в промышленности и сельском хозяйстве стран Европы, Азии и Америки. Москва, 1968;
- Передмова. В книзі Селянський рух на Україні: середина XVIII — перша чверть XIX ст.: Збірник документів і матеріалів. Київ, 1978 (у співавтостві);
- Соціально-економічне становище і адміністративний устрій на Правобережжі та західноукраїнських землях. В книзі: Історія Української РСР, том 2. Київ, 1979;
- Роль крестьян в развитии производительных сил Правобережной Украины в XVII—XVIII вв. В книзі: Социально-экономические проблемы российской деревни в феодальную и капиталистическую эпохи. Ростов-на-Дону, 1980;
- Основные черты разложения феодализма Восточной Европы (на материалах Правобережной Украины второй половины XVIII в. В книзі: Аграрная история эпохи феодализма. Іжевськ, 1983.